# دیدارهای فوتبال ایران و عربستان
بازی فوتبال بین دو تیم ایران و عربستان سعودی همیشه از حساس‌ترین بازیها در سطح قاره آسیا بوده است 
حاصل پانزده جدال این دو تیم مطرح آسیایی ۹ پیروزی برای ایران ۵ پیروزی برای عربستان و ۱ تساوی بوده است
در این بازیها جمعاً ۳۵ گل به ثمر رسیده است که سهم تیم ایران ۲۸ گل و سهم تیم عربستان ۷ گل میباشد
قابل ذکر است که در جدالهای این دو تیم در جام ملتهای آسیا دو بار کار به ضربات پنالتی کشیده است که نتیجه هر دو بار، شکست عربستان در ضربات پنالتی بوده است.از سال۲۰۱۵, تیم ملی عربستان به دلایل سیاسی به ایران سفر نکرد و در رده ملی نیز با یکدیگر بازی نکردند.

## نخستین بازی
نخستین بازی دو تیم در تاریخ ۲ شهریور ۱۳۵۴ خورشیدی با پیروزی ۳ بر صفر ایران در مرحله انتخابی بازی‌های المپیک تابستانی ۱۹۷۶ مونترال انجام شده است. گلهای ایران در این بازی را مظلومی (۲ گل) و خورشیدی (یک گل) به ثمر رساندند.

## بهترین برد
بهترین برد ایران در برابر عربستان کسب نتیجه سه بر صفر بوده است که سه بار هم تکرار شده است و بهترین برد عربستان در برابر ایران کسب نتیجه ۴ بر ۳ در سال ۱۳۷۲ میباشد

## فاصله بین بردها
بیشترین فاصله‌ای که بین دو برد عربستان افتاده است ۴ بازی میباشد. این تیم در ۴ بازی اول موفق به شکست دادن ایران نشده است (۳ برد برای ایران و ۱ تساوی)
و بیشترین فاصله‌ای هم که بین دو برد ایران افتاده است هم ۴ بازی میباشد و ایران هم از بازی شماره ۱۲ تا بازی شماره ۱۵ (هم اکنون) موفق به شکست دادن عربستان نشده است (یک برد برای عربستان و ۳ تساوی)
بیشترین برد متوالی در بازیهای ایران و عربستان مربوط به سه بازی اول است که هر سه بازی با برتری ایران به پایان رسیده است و عربستان هم یکبار دو بازی متوالی را با برد به پایان رسانده است

## بررسی کلی بازی‌ها
| بردهای ایران   | ۵ بازی  |               | گل‌های ایران | ۲۲ گل                            |         | بازی‌های برگزار شده در ایران | ۵ بازی |
| مساوی          | ۶ بازی  | گل‌های عربستان | ۱۳ گل       | بازی‌های برگزار شده در کشور بی‌طرف | ۶ بازی  |                             |        |
| بردهای عربستان | ۴ بازی  |               |             | بازی‌های برگزار شده در عربستان    | ۴ بازی  |                             |        |
| مجموع بازی‌ها   | ۱۵ بازی | مجموع گل‌ها    | ۳۵ گل       | مجموع بازی‌ها                     | ۱۵ بازی |                             |        |

## عنوان بازی‌ها
| #   | عنوان بازی        | تعداد بازی | برد ایران | برد عربستان | مساوی |
| --- | ----------------- | ---------- | --------- | ----------- | ----- |
| ۱   | مقدماتی جام جهانی | ۹          | ۳         | ۳           | ۳     |
| ۲   | جام ملت‌های آسیا   | ۴          | ۱         | ۱           | ۲     |
| ۳   | بازی‌های غرب آسیا  | ۱          | ۰         | ۰           | ۱     |
| ۴   | مقدماتی المپیک    | ۱          | ۱         | ۰           | ۰     |
| جمع | جمع               | ۱۵         | ۵         | ۴           | ۶     |

## میزبان و میهمان
| بازی‌هایی که در ایران برگزار شده است       | بازی‌هایی که در ایران برگزار شده است | بازی‌هایی که در ایران برگزار شده است | بازی‌هایی که در ایران برگزار شده است |
| تیم                                       | برد                                 | مساوی                               | باخت                                |
| ----------------------------------------- | ----------------------------------- | ----------------------------------- | ----------------------------------- |
| ایران                                     | ۳                                   | ۱                                   | ۱                                   |
| عربستان سعودی                             | ۱                                   | ۱                                   | ۳                                   |
| بازی‌هایی که در عربستان برگزار شده است     |                                     |                                     |                                     |
| تیم                                       | برد                                 | مساوی                               | باخت                                |
| ایران                                     | ۱                                   | ۲                                   | ۱                                   |
| عربستان سعودی                             | ۱                                   | ۲                                   | ۱                                   |
| بازی‌هایی که در کشوری بی‌طرف برگزار شده است |                                     |                                     |                                     |
| تیم                                       | برد                                 | مساوی                               | باخت                                |
| ایران                                     | ۱                                   | ۲                                   | ۲                                   |
| عربستان سعودی                             | ۲                                   | ۲                                   | ۱                                   |

## فهرست کلی بازی‌ها
| #  | تاریخ      | نتیجه بازی                | ورزشگاه / شهر                    | عنوان بازی‌ها           | گلزنان                                                                           |
| -- | ---------- | ------------------------- | -------------------------------- | ---------------------- | -------------------------------------------------------------------------------- |
| ۱۵ | ۱۳۹۱/۰۹/۱۹ | ایران ۰ - ۰ عربستان       | ورزشگاه الصدوکا والسلام، کویت    | مسابقات غرب آسیا ۲۰۱۲  | [ ۳ ]                                                                            |
| ۱۴ | ۱۳۸۸/۰۱/۰۸ | ایران ۱ - ۲ عربستان       | ورزشگاه آزادی، تهران             | مقدماتی جام جهانی ۲۰۱۰ | شجاعی (۵۷) ** هزازی (۷۸) - الحربی (۸۷)                                           |
| ۱۳ | ۱۳۸۷/۶/۱۶  | عربستان ۱ - ۱ ایران       | ورزشگاه ملک فهد، ریاض            | مقدماتی جام جهانی ۲۰۱۰ | نکونام (۸۳) ** الحارثی (۲۹)                                                      |
| ۱۲ | ۱۳۸۰/۰۷/۰۶ | عربستان ۲ - ۲ ایران       | ورزشگاه امیر عبدالله الفیصل، جده | مقدماتی جام جهانی ۲۰۰۲ | دایی (۴۳) - دین‌محمدی (۸۴) ** الشهرانی (۲۱-پ) - الیامی (۵۹)                       |
| ۱۱ | ۱۳۸۰/۰۶/۰۲ | ایران ۲ - ۰ عربستان       | ورزشگاه آزادی، تهران             | مقدماتی جام جهانی ۲۰۰۲ | دایی (۵۵-پ و ۶۵)                                                                 |
| ۱۰ | ۱۳۷۶/۰۸/۰۲ | عربستان ۱ - ۰ ایران       | ورزشگاه ملک فهد، ریاض            | مقدماتی جام جهانی ۱۹۹۸ | الموالید (۸۸)                                                                    |
| ۹  | ۱۳۷۶/۰۶/۲۸ | ایران ۱ - ۱ عربستان       | ورزشگاه آزادی، تهران             | مقدماتی جام جهانی ۱۹۹۸ | باقری (۶۴) ** الشهرانی (۳۲)                                                      |
| ۸  | ۱۳۷۵/۰۹/۲۹ | ایران ۰(۳) - (۴)۰ عربستان | ورزشگاه شهر ورزشی زاید، ابوظبی   | جام ملت‌های آسیا ۱۹۹۶   | [ ۱۰ ]                                                                           |
| ۷  | ۱۳۷۵/۰۹/۲۱ | ایران ۳ - ۰ عربستان       | ورزشگاه آل مکتوم، دبی            | جام ملت‌های آسیا ۱۹۹۶   | باقری (۱۲) - دایی (۳۷) - عزیزی (۴۷)                                              |
| ۶  | ۱۳۷۲/۰۸/۰۶ | ایران ۳ - ۴ عربستان       | ورزشگاه بین‌المللی خلیفه، دوحه    | مقدماتی جام جهانی ۱۹۹۴ | فنونی‌زاده (۴۳ و ۵۲) - منافی (۹۰) الجابر (۲۱) - فهد (۲۷) - الموسی(۴۷) - حمزه (۷۴) |
| ۵  | ۱۳۶۷/۰۹/۲۴ | ایران ۰ - ۱ عربستان       | ورزشگاه سحیم بن حمد، دوحه        | جام ملت‌های آسیا ۱۹۸۸   | عبداله (۱۶)                                                                      |
| ۴  | ۱۳۶۳/۰۹/۲۲ | ایران ۱(۴) - (۵)۱ عربستان | ورزشگاه ملی سنگاپور، کالنگ       | جام ملت‌های آسیا ۱۹۸۴   | بیانی (۴۳) ** بیانی (۸۸) (گل به خودی)                                            |
| ۳  | ۱۳۵۶/۰۲/۰۲ | ایران ۲ - ۰ عربستان       | ورزشگاه تاجگذاری، شیراز          | مقدماتی جام جهانی ۱۹۷۸ | یوسفی (۱۰) - شریفی (۸۴)                                                          |
| ۲  | ۱۳۵۵/۱۰/۱۷ | عربستان ۰ - ۳ ایران       | ورزشگاه امیر فیصل بن فهد، ریاض   | مقدماتی جام جهانی ۱۹۷۸ | مظلومی (۱۶و ۷۸) - روشن (۶۲)                                                      |
| ۱  | ۱۳۵۴/۰۶/۰۲ | ایران ۳ - ۰ عربستان       | ورزشگاه امچدیه، تهران            | انتخابی المپیک مونترال | مظلومی (۱۲ و ۸۳) - خورشیدی (۶۳)                                                  |

### گلزنان
کلا ۱۴ بازیکن ایرانی با پیراهن تیم ملی ایران موفق به زدن گل به تیم ملی عربستان شده‌اند که علی دایی و غلامحسین مظلومی با زدن ۴ گل بهترین گلزنان ایران در این بازیها میباشند.
 برای عربستان نیز ۱۲ بازیکن مختلف گلزنی کرده‌اند و هیچ بازیکن عربستانی موفق به زدن بیش از یک گل به ایران نشده است

### گلزنان تیم ملی ایران
- ۴ گل: علی دایی - غلامحسین مظلومی
- ۲ گل: مهدی فنونی‌زاده - کریم باقری
- ۱ گل مسعود شجاعی - جواد نکونام - سیروس دین‌محمدی - خداداد عزیزی - جواد منافی
شاهرخ بیانی - حبیب شریفی - محسن یوسفی - حسن روشن - علیرضا خورشیدی

### گلزنان تیم ملی عربستان
- ۱ گل: ماجد عبداله - سامی الجابر - فهد المهلل - منصور الموسی - حمزه ادریس فلاته
ابراهیم الشهرانی - خالد المولد - عبدالله الواکد - حسن الیامی - سعید الحارثی
نایف هزازی - اسامه المولد
  - یک گل تیم عربستان هم توسط شاهین بیانی بازیکن ایران به ثمر رسیده است